# تاتيانا إيفانوفا
تاتيانا إيفانوفا (بالروسية: Иванова, Татьяна Ивановна)‏ هي متسابقة على الجليد بمزلاجة روسية، ولدت في 16 فبراير 1991 في تشوسوفوي في روسيا.

## وصلات خارجية
- تاتيانا إيفانوفا على موقع FIL (الإنجليزية)
- تاتيانا إيفانوفا على موقع اللجنة الأولمبية الدولية (الإنجليزية)
- تاتيانا إيفانوفا على موقع أوليمبيديا (الإنجليزية)